# Saison 4 de Nina
Chronologie
Saison 3 Saison 5
Cet article présente le guide des épisodes de la quatrième saison de la série télévisée française Nina.

## Distribution

### Acteurs principaux
- Annelise Hesme : Nina Auber, infirmière stagiaire, puis titulaire
- Thomas Jouannet : Dr Costa Antonakis, chef du service de médecine interne, ex-mari de Nina
- Léa Lopez puis Ilona Bachelier : Lily Antonakis
- Nina Mélo : Leonnie « Leo » Bonheur, infirmière
- Grégoire Bonnet : Dr Samuel Proust, médecin interniste, puis chef du service de médecine interne
- Marie Vincent : Nadine Leroy, infirmière en chef du service
- Stéphane Fourreau : Pascal N'Guyen, directeur de l'hôpital
- Socha : Caroline Bergman, chef du service de médecine interne
- Farid Elouardi : Dr Djalil Bensaïd, chef du service de psychiatrie
- Alix Bénézech : Dorothée Ariès, élève infirmière, puis infirmière
- Clément Moreau : Dr Kévin Heurtaud, interne puis médecin
- Véronique Viel : Maud, la radiologue
- Muriel Combeau : Gabrielle, infirmière en chef du service
- Socha : Caroline Bergman, chef du service de médecine interne
- Julien Boisselier : Dr Smireni
- Sauce Ena : Aurélia, interne

## Épisodes

### Épisode 1: La vie est injuste
- France : 3 octobre 2018 sur France 2

- Francis Perrin : Gérard Lagarde
- Chab : Julien Lagarde, le fils naturel de Gérard
- Guillaume Pottier : François Lagarde, le fils légitime de Gérard
- Sören Prévost : Dr Charrier, Pneumologue
- Mathilde Lebrequier : Mélanie
- Ludovic Baude : Guillaume, le mari de Mélanie

### Épisode 2: Ce qui nous lie
- France : 3 octobre 2018 sur France 2

- Cristiana Reali : Suzanne
- Guillaume Faure : Damien
- Geneviève Doang : Jia

### Épisode 3: Si c'était à refaire
- France : 10 octobre 2018 sur France 2

- Arthur Jugnot : Nathan Getz
- Samia Sassi : Djemila
- Samuel Charle : Gaspard
- Anaïs Delva : Anne

### Épisode 4: D'abord ne pas nuire
- France : 10 octobre 2018 sur France 2

- Anne-Sophie Soldaïni : Julia
- Catherine Marchal : Sandrine, la mère de Julia
- Tom Leeb : Anthony Alba
- Chloé Dumas : Samantha, la sœur d'Anthony

### Épisode 5: Au risque d'aimer
- France : 17 octobre 2018 sur France 2

- Yoann Denaive : Bertrand Rousseau
- Batyste Fleurial : Tom, le fils de Bertrand Rousseau
- Florence Coste : Marie, l'ex-compagne de Bertrand Rousseau
- Hédi Tillette de Clermont-Tonnerre : François
- Tatiana Werner : Arielle, la compagne de François

### Épisode 6: Héritages
- France : 17 octobre 2018 sur France 2

- Catherine Jacob : Sylvie Vivot
- Philippe Lamendin : Jacques, le mari de Sylvie
- Héléna Soubeyrand : Gaëlle, la fille de Sylvie
- Guillaume Denaiffe : Clément Hautier
- Olivier Bénard : Manuel, l'ex-compagnon de Clément

### Épisode 7: Les Désenchantés
- France : 24 octobre 2018 sur France 2

- Lika Minamoto : Akiko Mori
- Joakim Latzko : Cédric
- Laurent Hennequin : Richard Courty
- Sophie de Fürst : Sophie, la fille de Richard Courty
- Simon Frenay : Guillaume, le futur mari de Sophie

### Épisode 8: Ne dis jamais
- France : 24 octobre 2018 sur France 2

- André Manoukian : Michaël Giordano
- Marianne James : Valérie, la meilleure amie de Michaël
- Michèle Moretti : Inconnue qui dit être la "mère" de Proust
- Clara Antoons : Marina
- Marie Guillard : La mère de Marina

### Épisode 9: D'une rive à l'autre
- France : 31 octobre 2018 sur France 2

- Marthe Villalonga : Madeleine Monnin
- Benoît Michel : Noé, le médecin légiste
- Bruni Makaya : Yliane
- Gaëla Le Devehat : Charlotte, la mère adoptive d'Ilyan
- Arnaud Lechien : Hugo, le mari de Charlotte et père adoptif d'Ilyan
- Michèle Moretti : Inconnue qui dit être la "mère" de Proust

### Épisode 10: Cours toujours
- France : 31 octobre 2018 sur France 2

- Isabelle Desplantes : Pr Lecoultre
- Fanny Gilles : Sophie
- Sören Prévost : Dr Charrier, pneumologue
- Michèle Moretti : Inconnue qui dit être la "mère" de Proust

## Audience en France
| Épisodes | Diffusion       | Nb. téléspectateurs (en moyenne) | Parts de marché | Classements des audiences de la soirée |
| -------- | --------------- | -------------------------------- | --------------- | -------------------------------------- |
| 1        | 3 octobre 2018  | 3 240 000                        | 14,3 %          | 2e                                     |
| 2        | 3 octobre 2018  | 2 840 000                        | 15,1 %          | 2e                                     |
| 3        | 10 octobre 2018 | 3 150 000                        | 13,6 %          | 2e                                     |
| 4        | 10 octobre 2018 | 2 940 000                        | 14,6 %          | 2e                                     |
| 5        | 17 octobre 2018 | 3 110 000                        | 13,4 %          | 2e                                     |
| 6        | 17 octobre 2018 | 2 830 000                        | 14,1 %          | 2e                                     |
| 7        | 24 octobre 2018 | 3 160 000                        | 13,4 %          | 2e                                     |
| 8        | 24 octobre 2018 | 2 930 000                        | 14,6 %          | 2e                                     |
| 9        | 31 octobre 2018 | 3 194 000                        | 15,1 %          | 2e                                     |
| 10       | 31 octobre 2018 | 2 950 000                        | 15,4 %          | 2e                                     |

Légende :
- plus hauts chiffres d'audiences
- plus bas chiffres d'audiences